# Decretum Gelasianum
Het Decretum Gelasianum is een verzameling van geschriften, die wordt toegeschreven als decretalen van paus Gelasius I (492-496). Diverse studies hebben aangetoond dat de geschriften uit een bredere tijdsperiode komen, gaande van paus Damasus I (366-384) tot paus Hormisdas (514-523).

## Inhoud
Het Decretum Gelasianum bestaat uit vijf delen :
- Deel 1 : behandelt de dogmatische definities van de Septiforme Geest, dan van de achtentwintig namen van Jezus en ten slotte van de Heilige Geest die uitgaat van de Vader.
- Deel 2 : is een opsomming van de deuterocanonieke boeken en de 27 canonieke geschriften.
- Deel 3 : verduidelijkt de drie Apostolische Stoelen, het bisdom Rome, het patriarchaat Alexandrië en het patriarchaat Antiochië.
- Deel 4 : stipuleert welke autoriteiten - concilies en kerkvaders - die erkend moeten worden door de gelovigen.
- Deel 5 : Decretum Gelasium de libris recipiendis et non recipiendis of de Apocriefen van het Nieuwe Testament.

## Naslag
Verschillende versies van het werk worden teruggevonden in meerdere overgebleven manuscripten. Het oudste nog overgebleven complete werk is de Codex Ragyndrudis  daterend rond 750 en bevindt zich in de Dom van Fulda